# Tahir Hamut Izgil
Tahir Hamut Izgil (né en 1969 dans une petite ville proche de Kachgar, dans la région autonome du Xinjiang en Chine) est un artiste ouïghour, poète, réalisateur de films et militant,. Figure importante de la poésie ouïghoure avant-gardiste dans les années 1990, il est connu pour ses poèmes et ses films fortement influencés par le mode de vie ouïghour. Exilé pour fuir le génocide culturel des Ouïghours, il vit aux États-Unis avec sa famille.

## Œuvres

### Livres principaux
- Western Modernist Literary Thought (écrit en ouïghour, 2000, Xinjiang People’s Publishing House)
- Distance and Other Poems (poésie en ouïghour et en anglais, traduite du ouïghour par Joshua L. Freeman, Darren Byler and Dilmurat Mutellip, 2016, Nationals Audio and Video Publishing House, Chine,  (ISBN 9787887059901))
- Holy Ritual (poésie en japonais, traduite du ouïghour par Muqeddes Nur, 2020, Komiyakushya Publishing House, Japon,  (ISBN 978-4860617561))

### Traductions
- « Route », « La délimitation de frontière » et « La distance », trois poèmes traduits du ouïghour par Jérémie Cantaloube, Littérature ouïghoure - Poésie et prose, Éditions Jentayu, 2022 (ISBN 9791096165223).

### Filmographie
- La Lune en est témoin (Ay guwah, The Moon Is a Witness) (téléfilm, 1999)
- La Montagne sombre (قاراڭغۇ تاغ ئ, Qarangghu Tagh, Dark Mountain) (téléfilm, 2001)
- Une chanson villageoise mélancolique (Sehradiki mungluq kuy, A Wistful Village Song) (téléfilm, 2003)
- Anecdotes familiales (Ailidiki ishlar, Family Anecdotes) (court-métrage comique, 2005)
- Une célébration de l'espoir : le festival du Nauroz (努肉孜节 / 维吾尔文化纪录片, A Celebration of Hope: Nauroz Festival) (court-métrage documentaire, 2011)
- Une vieille passion, le meshrep (An Old Passion, Meshrep) (court-métrage documentaire, 2012)
- Qurban Eid en photos (Qurban Eid in Photos) (court-métrage documentaire, 2013)
- L'Histoire de Kashgar (Qeshqerdiki Hekaye, Kashgar Story) (série télévisée, 2016)